# Courtillers
Courtillers [kuʁtije] est une commune française, située dans le département de la Sarthe en région Pays de la Loire, peuplée de 910 habitants.
Commune peu étendue située au centre du canton, à mi-chemin entre Sablé-sur-Sarthe et Précigné, Courtillers est remarquable par son village encerclant l’église paroissiale Saint-Jean-Baptiste qui remonte au XIe ou XIIe siècle pour ses parties les plus anciennes.
La commune fait partie de la province historique de l'Anjou (Baugeois).

## Géographie
La commune de Courtillers est située au sud de Sablé-sur-Sarthe, sur la route de La Flèche.

### Communes limitrophes
| Sablé-sur-Sarthe | Sablé-sur-Sarthe | Vion     |
| Pincé, Précigné  | Courtillers      | Vion     |
| Précigné         | Précigné         | Précigné |

### Climat
Pour des articles plus généraux, voir Climat des Pays de la Loire et Climat de la Sarthe.
En 2010, le climat de la commune est de type climat océanique altéré, selon une étude du CNRS s'appuyant sur une série de données couvrant la période 1971-2000. En 2020, Météo-France publie une typologie des climats de la France métropolitaine dans laquelle la commune est exposée à un climat océanique et est dans la région climatique  Moyenne vallée de la Loire, caractérisée par une bonne insolation (1 850 h/an) et un été peu pluvieux. 
Pour la période 1971-2000, la température annuelle moyenne est de 11,6 °C, avec une amplitude thermique annuelle de 14,2 °C. Le cumul annuel moyen de précipitations est de 672 mm, avec 11,4 jours de précipitations en janvier et 6,2 jours en juillet. Pour la période 1991-2020, la température moyenne annuelle observée sur la station météorologique de Météo-France la plus proche, sur la commune de Saint-Loup-du-Dorat à 13 km à vol d'oiseau, est de 12,2 °C et le cumul annuel moyen de précipitations est de 760,0 mm,. Pour l'avenir, les paramètres climatiques de la commune estimés pour 2050 selon différents scénarios d'émission de gaz à effet de serre sont consultables sur un site dédié publié par Météo-France en novembre 2022.

## Urbanisme

### Typologie
Au 1er janvier 2024, Courtillers est catégorisée bourg rural, selon la nouvelle grille communale de densité à sept niveaux définie par l'Insee en 2022.
Elle est située hors unité urbaine. Par ailleurs la commune fait partie de l'aire d'attraction de Sablé-sur-Sarthe, dont elle est une commune de la couronne,. Cette aire, qui regroupe 39 communes, est catégorisée dans les aires de moins de 50 000 habitants,.

### Occupation des sols
L'occupation des sols de la commune, telle qu'elle ressort de la base de données européenne d’occupation biophysique des sols Corine Land Cover (CLC), est marquée par l'importance des territoires agricoles (74,8 % en 2018), en diminution par rapport à 1990 (77,1 %). La répartition détaillée en 2018 est la suivante : 
prairies (58 %), forêts (15,4 %), terres arables (10,8 %), zones urbanisées (9,7 %), zones agricoles hétérogènes (6 %). L'évolution de l’occupation des sols de la commune et de ses infrastructures peut être observée sur les différentes représentations cartographiques du territoire : la carte de Cassini (XVIIIe siècle), la carte d'état-major (1820-1866) et les cartes ou photos aériennes de l'IGN pour la période actuelle (1950 à aujourd'hui).

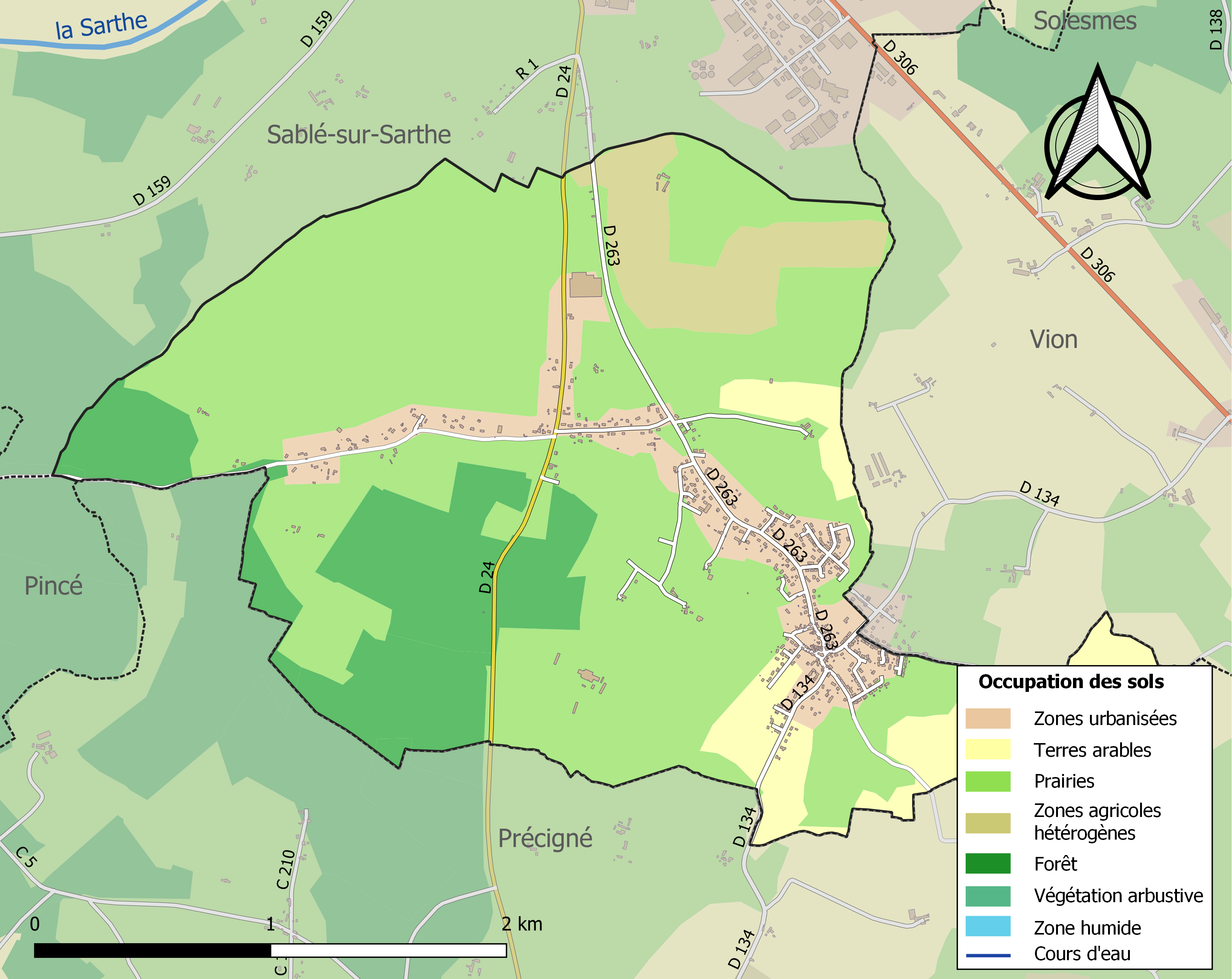
Carte des infrastructures et de l'occupation des sols de la commune en 2018 (CLC).

## Toponymie
Le gentilé est Courtilléen.

## Histoire
La paroisse dépendait de la sénéchaussée angevine de La Flèche et du diocèse d'Angers.
La commune est située aujourd'hui dans le Maine angevin.
Peu de changements ont modifié la structure du village lentement élaborée du XVe au XVIIIe siècle. Au nord, près de la ferme du Parc, subsistent les vestiges de l’ancienne « garenne » du château de Sablé, mentionnée par un document du XIVe siècle. Elle consistait en un vaste quadrilatère, bordé de haies vives, en châtaignier, exceptionnelles par leur épaisseur de plusieurs mètres : elles sont encore visibles en bordure de la route entre Sablé et Courtillers.

## Politique et administration
| Période                                  | Période   | Identité        | Étiquette | Qualité                |
| ---------------------------------------- | --------- | --------------- | --------- | ---------------------- |
| avant 1988                               | juin 1995 | Henri Covin     |           |                        |
| juin 1995                                | En cours  | Dominique Leroy | SE        | Responsable logistique |
| Les données manquantes sont à compléter. |           |                 |           |                        |

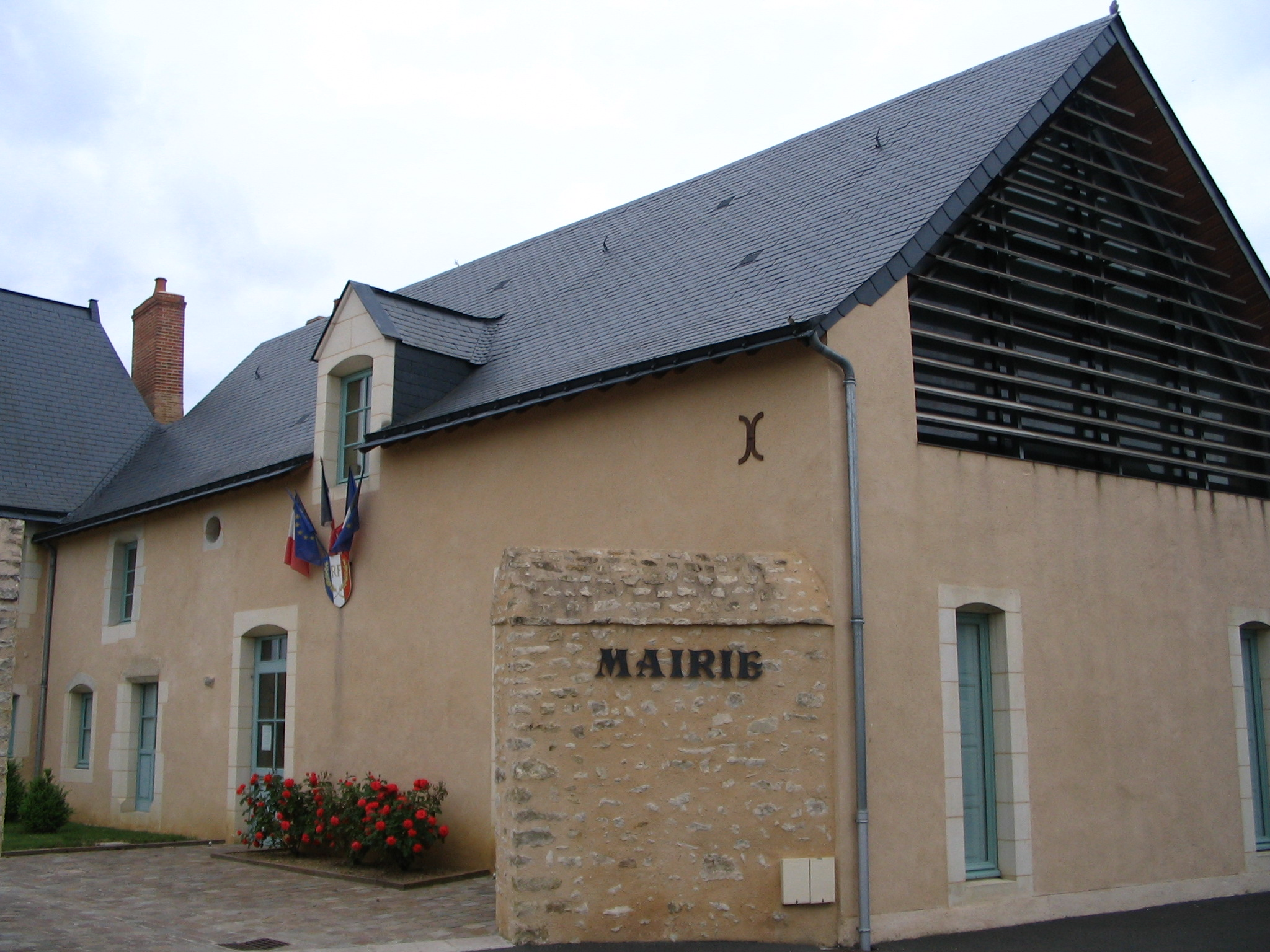
La mairie.

Le conseil municipal est composé de quinze membres dont le maire et trois adjoints.

## Démographie
L'évolution du nombre d'habitants est connue à travers les recensements de la population effectués dans la commune depuis 1793. Pour les communes de moins de 10 000 habitants, une enquête de recensement portant sur toute la population est réalisée tous les cinq ans, les populations de référence des années intermédiaires étant quant à elles estimées par interpolation ou extrapolation. Pour la commune, le premier recensement exhaustif entrant dans le cadre du nouveau dispositif a été réalisé en 2007.
En 2022, la commune comptait 910 habitants, en évolution de −2,47 % par rapport à 2016 (Sarthe : −0,25 %, France hors Mayotte : +2,11 %).
| 1793 | 1800 | 1806 | 1821 | 1831 | 1836 | 1841 | 1846 | 1851 |
| ---- | ---- | ---- | ---- | ---- | ---- | ---- | ---- | ---- |
| 137  | 184  | 175  | 277  | 178  | 193  | 211  | 235  | 243  |

| 1856 | 1861 | 1866 | 1872 | 1876 | 1881 | 1886 | 1891 | 1896 |
| ---- | ---- | ---- | ---- | ---- | ---- | ---- | ---- | ---- |
| 217  | 217  | 201  | 213  | 205  | 204  | 184  | 183  | 178  |

| 1901 | 1906 | 1911 | 1921 | 1926 | 1931 | 1936 | 1946 | 1954 |
| ---- | ---- | ---- | ---- | ---- | ---- | ---- | ---- | ---- |
| 179  | 176  | 178  | 157  | 163  | 140  | 162  | 176  | 192  |

| 1962 | 1968 | 1975 | 1982 | 1990 | 1999 | 2006 | 2007 | 2012 |
| ---- | ---- | ---- | ---- | ---- | ---- | ---- | ---- | ---- |
| 196  | 182  | 204  | 393  | 469  | 627  | 803  | 828  | 938  |

| 2017 | 2022 | - | - | - | - | - | - | - |
| ---- | ---- | - | - | - | - | - | - | - |
| 922  | 910  | - | - | - | - | - | - | - |

## Lieux et monuments
Petite commune du canton, au sud de Sablé, le village de Courtillers est blotti autour de l'église Saint-Jean-Baptiste, inscrite au titre des Monuments historiques (tour carrée du XIIe siècle). Le retable est du XVIIIe.
- Les vestiges de la Garenne du château de Sablé (au nord du village, près de la ferme du parc).
- Le village miniature, situé dans la cour d'un particulier visible de la rue, au centre du village. Un mécanisme permet de faire fonctionner les différentes maquettes de la reproduction de tout un village du début XXe siècle.
- Au 10 août 2025, la commune de Courtillers est la seule commune de la Sarthe à encore avoir une rue Abbé-Pierre, du nom du prêtre faisant l'objet d'accusations d'abus sexuels, malgré une polémique locale [22].

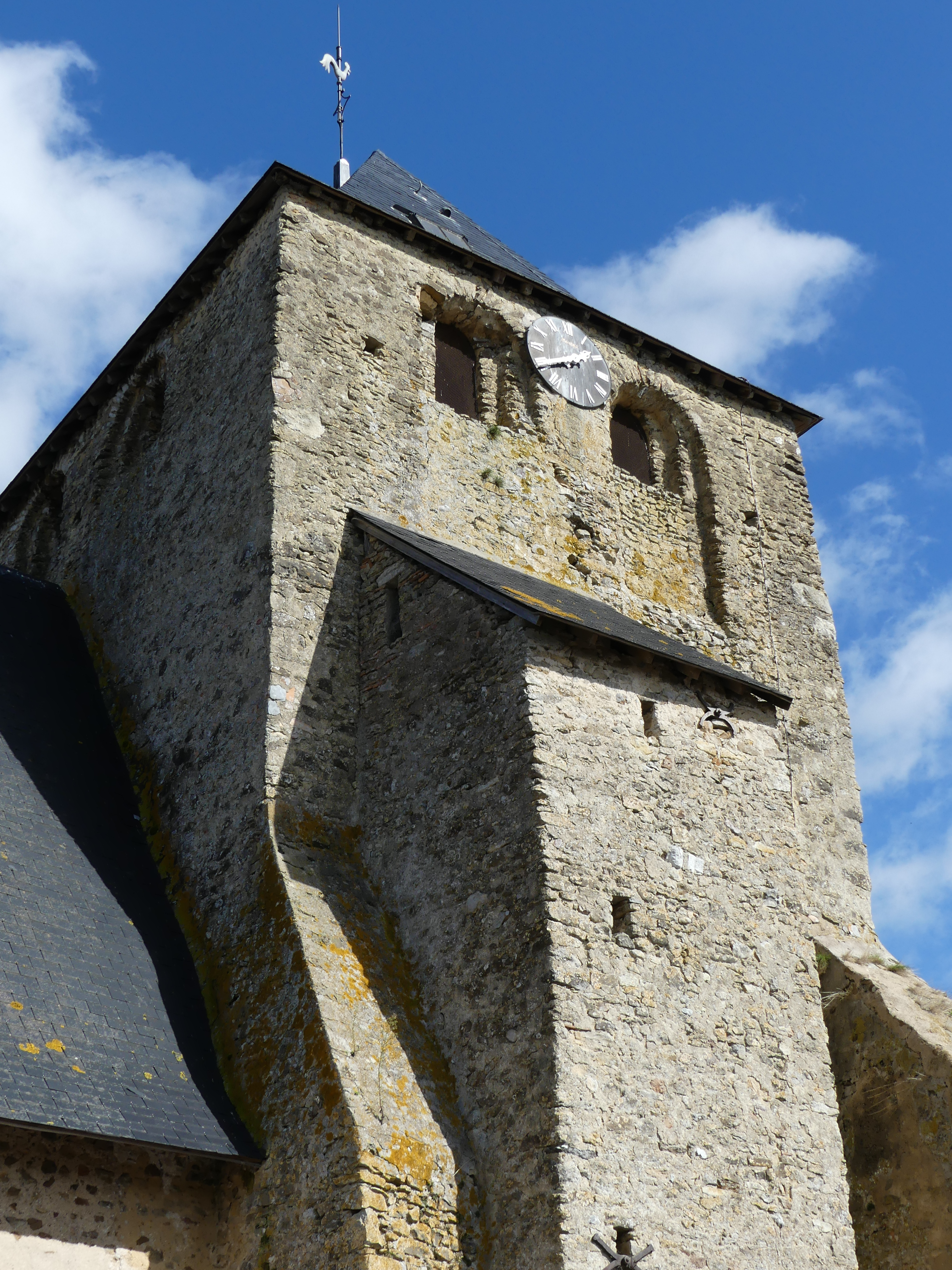
Église Saint-Jean-Baptiste, clocher
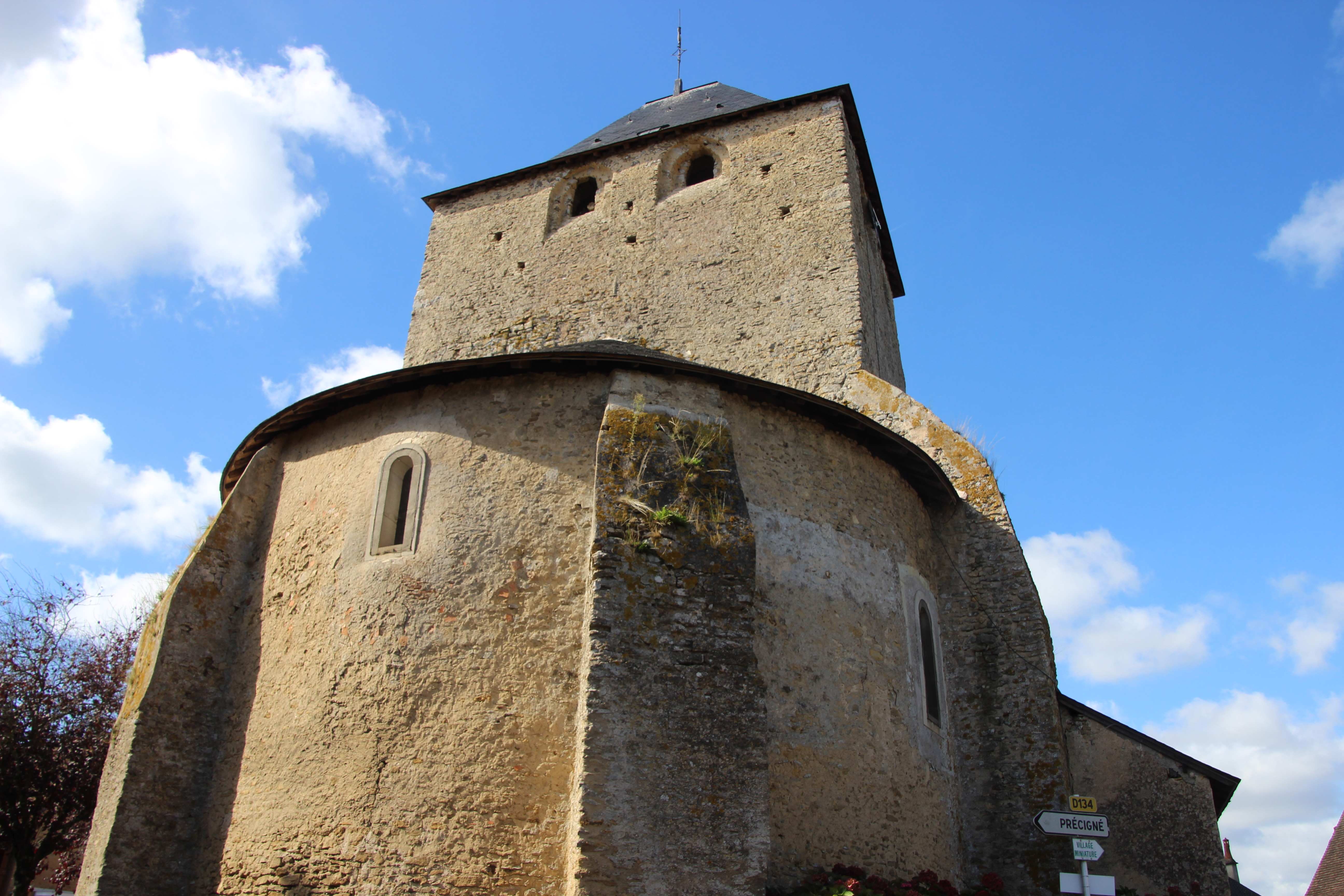
Église Saint-Jean-Baptiste, chevet
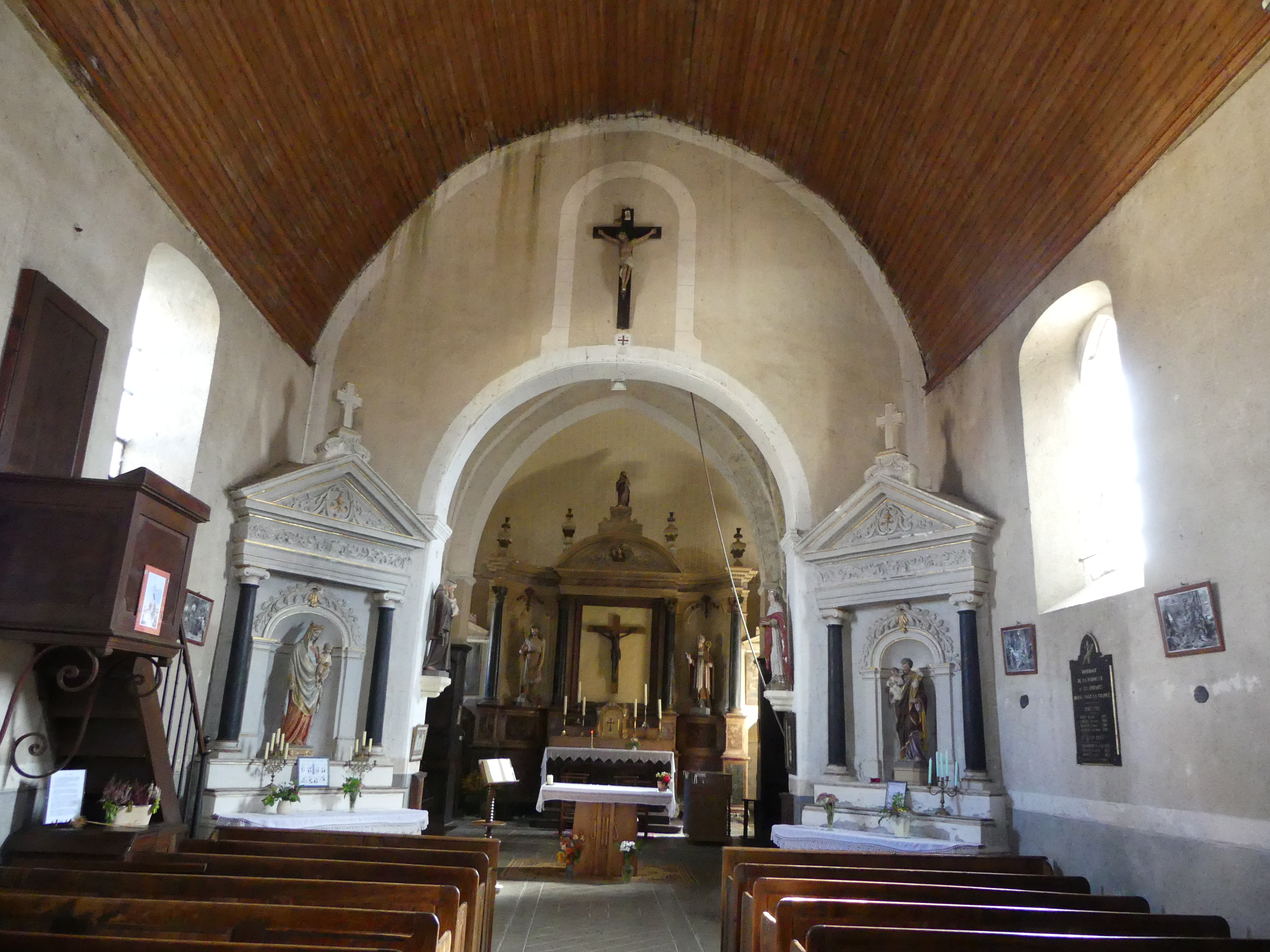
Église Saint-Jean-Baptiste, intérieur
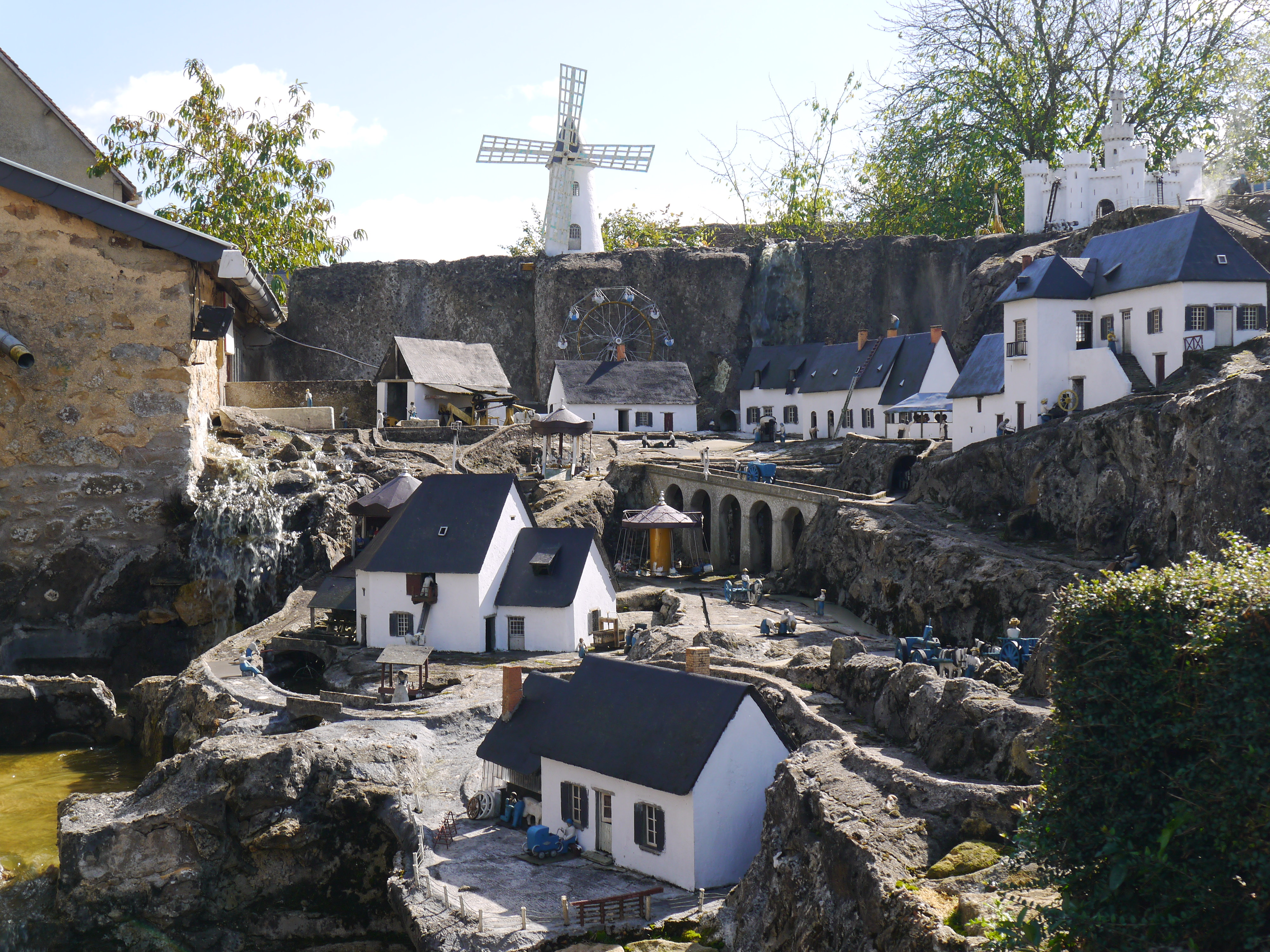
Le village miniature